# Grupo Grimm

Vista do Cavalão - Óleo sobre tela de Georg Grimm, idealizador do Grupo Grimm.

Grupo Grimm é a denominação que se dá a um grupo de artistas pintores, que saídos da Academia Imperial de Belas Artes, se reuniam na praia da Boa Viagem, em Niterói, para pintar ao ar livre, sob a orientação do alemão Georg Grimm.
O Grupo era composto, além de seu idealizador e orientador, dos seguintes pintores: Antônio Parreiras, Giovanni Battista Castagneto, Garcia y Vásquez, Hipólito Boaventura Caron, França Júnior e Francisco Joaquim Gomes Ribeiro. O grupo era auxiliado por Georg Grimm, sendo que ao mesmo tempo participava desse núcleo artístico outro alemão: Thomas Georg Driendl.